# Königliche Examinations-Commission in geistlichen Sachen
Die Königliche Examinations-Commission in geistlichen Sachen (auch Immediate Examinationskommission oder kurz Immediatexamenskommission genannt) war eine preußische Zensurbehörde.

## Hintergrund und Funktion
Sie wurde vom preußischen König Friedrich Wilhelm II. durch Kabinettsorder an den Staats- und Justizminister und Chef des geistlichen Departements Johann Christoph von Woellner vom 14. Mai 1791 zur Einhaltung und Kontrolle des von Woellner drei Jahre zuvor erlassenen Religionsedikts eingerichtet. Ihr Ziel war die Reglementierung religiöser und geistiger Aktivitäten in Preußen.
Über das Edikt vom 19. Juli 1788 wachte bis dahin ein Oberkonsistorium, das nun um drei Räte erweitert wurde. Dazu zählten Hermann Daniel Hermes, Hofrat Gottlob Friedrich Hillmer und der Prediger Theodor Carl Georg Woltersdorff. Die Examinationskommission sollte von drei Räten geleitet werden. Ihre Aufgabe war es unter anderem, Pfarramts- und Schulamtskandidaten dahingehend zu prüfen, ob sie „nicht von den schädlichen Irrthümern der jezzigen Neologen und sogenannten Aufklärer angesteckt“ waren.
Zu den bekanntesten Opfern dieser Zensurbehörde zählte Immanuel Kant mit seiner 1793 erstmals veröffentlichten Schrift Die Religion innerhalb der Grenzen der bloßen Vernunft. Der Theologe Karl Friedrich Bahrdt sah sich aufgrund der neuen Reglementierungen gezwungen, sein Lehramt niederzulegen.